# Боґуцин (Великопольське воєводство)
Боґуцин (пол. Bogucin, нім. Hammer) — село в Польщі, у гміні Сважендз Познанського повіту Великопольського воєводства.
Населення — 1074 особи (2011).
У 1975-1998 роках село належало до Познанського воєводства.

## Демографія
Демографічна структура станом на 31 березня 2011 року:
|          | Загалом | Допрацездатний вік | Працездатний вік | Постпрацездатний вік |
| -------- | ------- | ------------------ | ---------------- | -------------------- |
| Чоловіки | 520     | 87                 | 377              | 56                   |
| Жінки    | 554     | 75                 | 351              | 128                  |
| Разом    | 1074    | 162                | 728              | 184                  |